# Helicopsyche temora
Helicopsyche temora är en nattsländeart som beskrevs av Donald G. Denning och Blickle 1979. Helicopsyche temora ingår i släktet Helicopsyche och familjen Helicopsychidae. Inga underarter finns listade i Catalogue of Life.